# Panafricanismo
Il panafricanismo è un movimento mondiale che mira a incoraggiare e rafforzare i legami di solidarietà tra tutti i gruppi etnici indigeni e della diaspora di origine africana. Sulla base della convinzione che l'unità è vitale per il progresso economico, sociale e politico e mira a "unificare ed elevare" le persone di origine africana. Il termine "panafricanismo" fu coniato nel 1900 dall'avvocato di Trinidad Henry Sylvester Williams, che convocò a Londra una conferenza per "protestare contro il furto di terre nelle colonie, la discriminazione razziale e discutere in generale dei problemi dei neri".

## Caratteri fondamentali
In generale la parola ha due significati collegati fra loro:
- Un movimento che promuove l'unità politica e il sentimento di identità comune tra i paesi africani (in particolare quelli dell'Africa subsahariana ) e si sforza di costruire istituzioni che rendano effettiva questa unità.
- L'idea che le persone nere in ogni paese del mondo siano per prima cosa cittadini dell'Africa (africani della diaspora), concetto che è alla base dei movimenti neri nazionalisti e, nella variante del ritorno all'Africa proposta dal giamaicano Marcus Garvey, ha qualche affinità con il sionismo ebraico.

## Storia

### W.E.B. Dubois e i Congressi Panafricani
W.E.B. Dubois, studioso afroamericano e attivista politico, fu la persona che rese il termine panafricanismo popolare, convocando nel 1919 il primo di cinque Congressi panafricani. Centrale in Dubois e negli altri animatori dei congressi era la convinzione che esistesse un legame di solidarietà e un'identità comune tra i neri della diaspora provocata dalla tratta degli schiavi e gli africani propriamente detti. I primi Congressi ponevano i problemi della discriminazione razziale e dei diritti dei popoli colonizzati come punti principali all'ordine del giorno. Il secondo, il terzo e il quarto Congresso ebbero luogo rispettivamente nel 1921, nel 1923 e nel 1927 e svolsero le loro attività in alcune delle principali città d'Europa e degli Stati Uniti.
Il Quinto Congresso Panafricano, tenuto a Manchester nel 1945 merita una trattazione speciale: pose infatti per la prima volta in termini radicali il problema della decolonizzazione e vide la partecipazione di molti attivisti che negli anni successivi avrebbero avuto un ruolo nella conquista dell'indipendenza da parte dei loro paesi come Kwame Nkrumah del Ghana e Jomo Kenyatta del Kenya. Il Congresso approvò all'unanimità la Dichiarazione dei Popoli Colonizzati del Mondo, scritta da Kwame Nkrumah che recitava:
Crediamo nel diritto di tutti i popoli di autogovernarsi. ...Tutte le colonie devono essere liberate dal controllo straniero imperialista.... Diciamo ai popoli colonizzati che devono battersi per questi fini con tutti i mezzi a loro disposizione... la lotta per il potere politico è il necessario prerequisito e il primo tentativo verso la completa emancipazione sociale, economica e politica.... La lunga, lunga notte è finita... Oggi esiste un'unica via d'azione effettiva - l'organizzazione delle masse.

### La prima Conferenza degli Stati Africani indipendenti
Con il Quinto Congresso si chiude la storia dei Congressi promossi da Dubois, ma non quella del panafricanismo. All'insegna di esso si svolge infatti la prima Conferenza degli Stati Africani Indipendenti, promossa da Kwame Nkrumah e tenutasi ad Accra nel 1958, poco dopo l'indipendenza del Ghana. Vi parteciparono tutti gli Stati africani già indipendenti, (ad eccezione del Sudafrica, emarginato per la sua politica razzista): Egitto, Sudan, Libia, Tunisia, Liberia, Marocco ed Etiopia. Era il primo appuntamento "panafricano" ad essere indetto dai governi africani in Africa e non dagli africani della diaspora in Europa.
Alla fine dello stesso anno Nkrumah convocò un'altra conferenza alla quale vennero invitati a partecipare i leader e i movimenti che lottavano per l'indipendenza dei loro paesi, per un totale di 62 movimenti nazionalisti e di liberazione. Tra i partecipanti figuravano Frantz Fanon, Patrice Lumumba, Ahmed Ben Bella, Modibo Keïta e Sekou Touré.

### La nascita dell'Organizzazione dell'Unità Africana (OUA)
Alcuni leader politici che avevano avuto un ruolo di primo piano negli appuntamenti panafricani e in particolare Kwame Nkrumah e Haile Selassie I avrebbero voluto che i nuovi Stati africani indipendenti creassero immediatamente un'entità politica unitaria, una sorta di Stati Uniti d'Africa. In generale negli anni della decolonizzazione l'idea che dovesse sorgere una qualche forma di organizzazione tra i paesi africani riscuoteva un generale consenso. Ma la maggior parte dei leader politici non volevano abdicare alla loro sovranità, spesso appena conquistata, per investirne un organo sovranazionale e fu presto chiaro che la posizione di Nkrumah non era accettata dalla maggioranza di essi.
In particolare si creò presto una spaccatura tra il gruppo di Casablanca o dei radicali che comprendeva, oltre a Nkrumah, Sekou Touré della Guinea e Modibo Keïta del Mali, e quello di Monrovia o dei “conservatori” i cui membri più in vista erano il presidente liberiano Tubman, l'imperatore d'Etiopia Hailé Selassié I, Félix Houphouët-Boigny della Costa d'Avorio e Abubakar Tawafwa Balewa della Nigeria. Anche uomini politici come l'animatore del movimento della negritudine Léopold Sédar Senghor del Senegal o il presidente della Tanzania Julius Nyerere, che aveva fama di rivoluzionario, finirono per unirsi al punto di vista “pragmatico” dei conservatori e a considerare gli Stati Uniti d'Africa come il lontano traguardo di una graduale collaborazione politica tra i paesi del continente.
Nel 1963 venne creata l'Organizzazione dell'Unità Africana ad Addis Abeba, a seguito di una conferenza che vide la partecipazione di 31 Stati africani indipendenti, era un organismo intergovernativo, nel cui statuto si postulava il rispetto della sovranità e dell'integrità territoriale degli Stati membri, sostenuto dal Re dei re d'Etiopia.

### Il sesto e il settimo Congresso Panafricano
La delusione per il sostanziale fallimento del progetto unitario, le difficoltà incontrate dagli Stati africani di nuova indipendenza, la nascita di nuovi movimenti di liberazione nei paesi ancora sottoposti al giogo coloniale (nelle colonie portoghesi come l'Angola e il Mozambico) o a regimi razzisti (Sudafrica, Rhodesia) spinsero un gruppo di attivisti afroamericani a proporre all'inizio degli anni settanta la convocazione di un nuovo Congresso Panafricano. Il presidente della Tanzania Julius Nyerere rispose all'appello e nel 1974 il sesto Congresso Panafricano si aprì a Dar-es-Salaam con la partecipazione di 52 delegazioni tra governi e organizzazioni politiche. Vennero discussi temi come il diritto all'auto-determinazione e alla propria identità culturale, il sottosviluppo e i problemi del terzo mondo, il ruolo delle donne africane. I nuovi movimenti di liberazione nazionale furono i veri protagonisti del Congresso. Al sesto Congresso ne seguì un settimo che ebbe luogo a Kampala, in Uganda nell'aprile 1994.

### Gli anni 2000
Il sogno panafricano è stato rilanciato nel 2000 con l'adozione, su proposta del presidente sudafricano Thabo Mbeki alla fine di una conferenza dell'OUA, dell'atto costitutivo dell'Unione Africana, che dovrebbe prendere il posto dell'OUA.

## Gli esponenti principali
Tra i principali esponenti del panafricanismo si possono citare:
- W.E.B. Dubois
- Marcus Garvey
- Walter Rodney
- Ahmed Sékou Touré
- Kwame Nkrumah
- Patrice Lumumba
- Malcolm X
- Robert Un Nyobe
- Stokely Carmichael
- Benito Sylvain
- Amílcar Cabral
- George Padmore
- Julius Nyerere
- Thomas Sankara
- Stephen Biko
- Umar Johnson
- Nelson Mandela
- Muʿammar Gheddafi
- Julius Malema